# Jiří Teml
Jiří Teml (* 24. Juni 1935 in Vimperk) ist ein tschechischer Komponist.

## Leben
Teml besuchte zunächst die Handelsakademie und arbeitete als Ökonom. In den 1960er und 1970er Jahren nahm er privaten Unterricht in Musiktheorie und Komposition bei Bohumil Dušek und Jiři Jaroch. Für die Fantasia appassionata für Orgel wurde er beim Prager Frühling mit einem Dritten Preis ausgezeichnet. Von 1976 bis 1980 war er Musikdramaturg und Leiter des Musikdepartments beim Tschechoslowakischen Rundfunk in Pilsen, ab 1980 Musikdramaturg bei Radio Prag. Teml komponierte u. a. drei Sinfonien, Concerti Grossi und Instrumentalkonzerte, Kammermusik und Werke für Soloinstrumente, Chorwerke, darunter mehrere für Kinderchor, und zwei Kinderopern (Des Kaisers neue Kleider nach Hans Christian Andersen und Der gestiefelte Kater, Librettist für beide: Jan Tůma).

## Werke
- Suita giocosa für Kammerorchester (1973)
- Toccata (1974)
- Symphony Nr. 1 "Lidé ein prameny"  (1976)
- Symphony Nr. 2 "Válka s mloky" (1987)
- Symphony Nr. 3 "Kafka" (1998)
- Epitaph (1991)